# Azoth
Azoth est un terme relevant de l'alchimie.
Sur son sens, les opinions divergent, sur l'étymologie aussi.
"Azoth" désignerait la matière première (le point de départ du Grand œuvre alchimique) ou la panacée, ou le dissolvant universel (l'alkahest), ou le mystérieux Mercure des sages, ou encore l'Esprit Universel (Spiritus mundi…). L'acception du terme semble diverger selon les alchimistes et les traités.
Selon l'étymologie symbolique des alchimistes, le mot "Azoth" commence par la première lettre et finit par la dernière lettre de divers alphabets. On lit dans Azoth ou le moyen de faire l'Or caché des Philosophes de Basile Valentin (1624)
« Présent en tout lieu, les Philosophes m’ont orné du nom d’Azoth, les Latins A et Z, les Grecs Alpha et Oméga, les Hébreux Aleph et Thau, tous lesquels noms signifient et font Azoth jeté dans le feu comme par colère j’oppresse l’eau, et les six autres métaux louent grandement mon nom, d’autant que je les introduis au Royaume du Soleil, de là ils m’appellent universel quand je les transmute en très pur Or, lequel ne sentira jamais aucun dommage par eau, feu, terre, ou venin. Davantage il sert de remède aux maladies des hommes ; je suis le vrai trésor Royal donné seulement au pieux. »
Selon l'étymologie savante des orientalistes, Azoth, azoch, azoc (indecl. n.) ou azothum (-i, n.) (de l'arabe زئبق az-zāʾūq, ou du persan ژیوک žīwak (aujourd'hui ژیوه žīwah ou جیوه ǧīwah), signifie "vivant", c'est-à-dire "vif argent"),,.
On appelle "Azoth de Paracelse" un amalgame d'or et d'argent.

## Histoire
Georges Aurach de Strasbourg, dans son Pretiosissumum Donum Dei (Très précieux Don de Dieu, daté de 1415) :
"La première [image], qui représente un lyon verd, contient la véritable matière et fait connaître de quelle couleur elle est ; et on l'appelle Adrop ou Azoth ou Duenech".
Le mot "Azoth" se rencontre chez un Pseudo-Paracelse, dans le Liber Azoth sive de ligno et linea vitae (Livre Azoth ou de l'Arbre de vie), publié en 1590 (Paracelse est mort en 1541). Le mot désigne l'Âme du monde.
Le grand auteur reste Basile Valentin, auteur fictif (Pseudo-Basile Valentin, donc), dans Azoth ou le moyen de faire l'Or caché des Philosophes (1624). Dans l'édition de 1659 (L'Azoth des Philosophes) figure un célèbre emblème avec la formule Visita Interiora Terrae Rectificando Invenies Occultum Lapidem. 
Traduction : « Visite l'Intérieur de la Terre, en Rectifiant tu trouveras la Pierre cachée ». Les premières lettres forment le mot « V.I.T.R.I.O.L. » (le « vitryol des philosophes », c'est-à-dire le mercure des alchimistes). Auparavant, dans Congeries Paracelsicae chemiae, de 1581, p. 144, Gérard Dorn, disciple de Paracelse, avait expliqué le mot "vitriol" par le célèbre acronyme Visita Interiora Terrae Rectificando Invenies Occultum Lapidem.